# Гориш
Гориш (хорв. Goriš) — населений пункт у Хорватії, у Шибеницько-Книнській жупанії у складі міста Шибеник.

## Населення
Населення за даними перепису 2011 року становило 147 осіб.
Динаміка чисельності населення поселення:

## Клімат
Середня річна температура становить 14,19 °C, середня максимальна – 29,13 °C, а середня мінімальна – -0,20 °C. Середня річна кількість опадів – 790 мм.
| Клімат поселення                              | Клімат поселення | Клімат поселення | Клімат поселення | Клімат поселення | Клімат поселення | Клімат поселення | Клімат поселення | Клімат поселення | Клімат поселення | Клімат поселення | Клімат поселення | Клімат поселення | Клімат поселення |
| Показник                                      | Січ.             | Лют.             | Бер.             | Квіт.            | Трав.            | Черв.            | Лип.             | Серп.            | Вер.             | Жовт.            | Лист.            | Груд.            |                  |
| Середній максимум, °C                         | 10,16            | 11,09            | 14,12            | 17,61            | 22,67            | 26,55            | 29,13            | 28,78            | 24,21            | 19,53            | 14,10            | 10,89            |                  |
| Середня температура, °C                       | 4,98             | 5,91             | 8,94             | 12,44            | 17,49            | 21,37            | 24,52            | 24,21            | 19,62            | 14,95            | 9,51             | 6,32             |                  |
| Середній мінімум, °C                          | −0,2             | 0,74             | 3,76             | 7,26             | 12,32            | 16,19            | 19,94            | 19,62            | 15,06            | 10,36            | 4,93             | 1,74             |                  |
| Норма опадів, мм                              | 69               | 61               | 66               | 71               | 56               | 55               | 31               | 46               | 75               | 83               | 96               | 81               |                  |
| Середньомісячна швидкість вітру, м/с          | 2.27             | 2.46             | 2.67             | 2.59             | 2.28             | 2.06             | 2.09             | 1.94             | 2.08             | 2.14             | 2.56             | 2.51             |                  |
| Середньомісячна сонячна радіація, кДж/м²·день | 5343             | 8094             | 11759            | 16394            | 20392            | 22840            | 24598            | 21518            | 16037            | 10345            | 5780             | 4511             |                  |
| --------------------------------------------- | ---------------- | ---------------- | ---------------- | ---------------- | ---------------- | ---------------- | ---------------- | ---------------- | ---------------- | ---------------- | ---------------- | ---------------- | ---------------- |
| Джерело:                                      |                  |                  |                  |                  |                  |                  |                  |                  |                  |                  |                  |                  |                  |